# 菩提寺 (南阳)
菩提寺位于河南省南阳市镇平县老庄镇,据《菩提寺志》碑文记载：唐高宗永徽年间（650年—655年），菩提祖师朱智勤在老庄乡杏花山创建菩提寺，当时有房舍殿宇200余间，香田700亩，僧人170余名。寺内珍藏的《贝叶经》、缅甸佛像以及吴道子画，具有较高的历史价值。